# Climate Change Act 2008
Le Climate Change Act est une loi adoptée au Royaume-Uni en 2008.
Il consiste à fixer des limites concernant le changement climatique, avec notamment des mesures contraignantes. L'objectif est de réduire les émissions de gaz à effet de serre de 80% d'ici 2050 par rapport au niveau de 1990.
Le projet de loi est présenté au Parlement britannique le 14 novembre 2007 et adopté comme loi le 26 novembre 2008. Elle fait du Royaume-Uni le premier pays au monde à s'être doté d'un texte législatif pour lutter contre le changement climatique.

## Mesures
Le Climate Change Act est une loi contraignante envers le gouvernement britannique et l'engage à respecter des mesures visant à réduire les émissions de gaz à effet de serre.

### Réduction des émissions
Le gouvernement britannique doit réduire de 80% par rapport à 1990 les émissions de gaz à effet de serre d'ici 2025. Des bilans carbones ont lieu tous les cinq ans, qui sont des objectifs à plus court termes afin d'évaluer la progression du Royaume-Uni.

### Responsabilités et acteurs
Le gouvernement britannique doit veiller à l'avancée vers l'objectif de réduction des émissions de gaz à effet de serre. Le ministre d’État à l’Énergie et au Changement Climatique est responsable de l'atteinte des objectifs fixés par la loi et de surveiller la progression britannique quant à la réduction des gaz à effet de serre.
Les gouvernements régionaux jouent aussi un rôle important. Chaque gouvernement contribue aux grands objectifs fixés par le Royaume-Uni, mais ont chacun des objectifs de réduction des émissions et des politiques à leur échelle. 

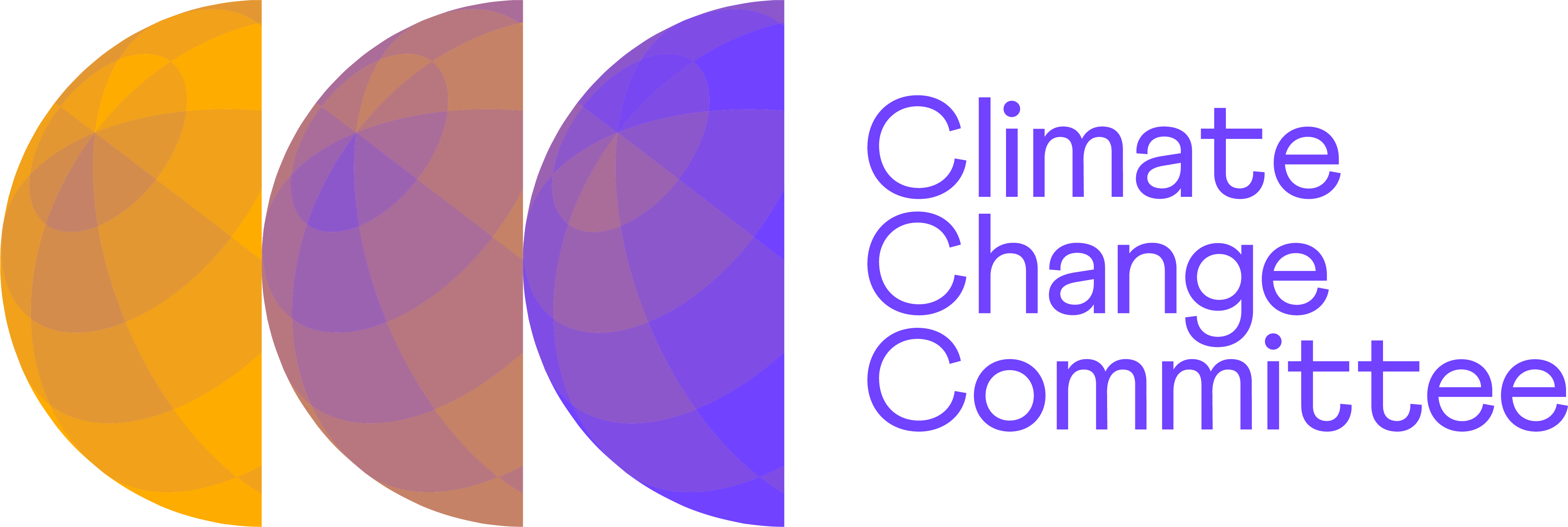
Logo du Climate Change Committee

Avec cette loi a été créé le Climate Change Committee (CCC). Il est indépendant du gouvernement et est financé par les fonds publics, il a pour objectif d'amener une expertise scientifique et de conseiller le gouvernement britannique ainsi que les gouvernements régionaux. Le Climate Change Committee est composé d'un président, de huit membres et d'un secrétariat. 

### Différents plans d'action mis en place
En 2021, à l'aube de la COP26, le gouvernement de Boris Johnson dévoile son nouveau plan pour arriver à l'objectif de 2050. 620 millions livres sterling sont destinées aux primes d'achat de voitures électriques ainsi qu'à la création de bornes de recharge électriques. 

## Évolution de la loi
En 2019, le Climate Change Act est amendé sous le gouvernement de Theresa May pour y inscrire la neutralité carbone, objectif du gouvernement britannique. Cela consiste  ne pas émettre plus de gaz à effet de serre que le Royaume-Uni ne peut en absorber. Cette neutralité carbone est encouragée par le GIEC, dont le rapport de 2018 préconise la neutralité carbone de tous les pays pour 2050. Cet amendement représente le 5ème budget carbone mis en place par le Climate Change Act.
En 2022 a lieu un sixième budget carbone visant à réduire les émissions de 78% avant 2035.